# 20545 Karenhowell
A 20545 Karenhowell (ideiglenes jelöléssel 1999 RS104) a Naprendszer kisbolygóövében található aszteroida. A LINEAR projekt keretében fedezték fel 1999. szeptember 8-án.